# 青蛇 (游戏)
《青蛇》游戏系列是由台湾酷奇思数位园有限公司所开发的角色扮演游戏。游戏改编自中国四大民间传说之一的《白蛇传》，这次是以小青为该游戏的主角，玩家可以以扮演青蛇这个角色来行侠仗义、修炼道行以及成长和恋爱，完全保留了原作故事的整个架构，颠覆了以往人们对《白蛇传》的整个印象。该游戏均已在台湾进入绝版状态。
本条目记述的内容为以下两款游戏：
- 《青蛇 法海恩仇录》
- 《青蛇 贰》

## 青蛇 法海恩仇录

### 故事大纲
小青本是一条修炼了700余年的小青蛇，之后成为了千年白蛇精·白素贞的使唤丫鬟，经常差遣小青到药铺去帮忙，之后小青邂逅了不少的良师益友，他们经常传授她仙术、媚术、武术……使她得到成长与锻炼。

### 角色介绍
小青
原为钱塘江口的一条小青蛇，后被白素贞收伏调教下幻化为人形，但法力等能力有待加强，所以寻得一些良师益友的帮助与教导。娇巧调皮的她不知天高地厚，直爽妄为的游戏人间。小青的最终归属要看玩家怎样来培养这个角色。
白素贞
原为峨眉山修炼千年的白蛇精，经瑶池圣母的点化，来到人间与许仙了结尘世姻缘，才可列入仙班。道行深不可测。自居高官豪爵之女而形态端庄优雅，与小青姐妹相称，即如师又如母。
许仙
父母双亡，由姐姐姐夫抚养成人，在药铺里学医。性格内向羞涩，多情却不坚定。